# Linda Kwamboka
Linet Kwamboka (nascida em 1988) é uma cientista da computação e empresária queniana, fundadora e diretora executiva da DataScience Limited, uma empresa de pesquisa de Tecnologia da Informação.

## Vida pregressa
Linet Kwamboka nasceu no condado de Nyamira, na parte ocidental do Quênia, por volta de 1988, filha de Evelyne Kerubo e Aloys Nyang'au. Ela é a última filha de uma família de 8 filhos. Depois de frequentar a Nyamira Primary School, a St. Mathews Academy for Primary School, e a Butere Girls High School for High School, ela foi admitida na Universidade de Nairóbi, graduando-se em 2010, com o título de Bacharel em Ciências da Computação. Ela possui experiência autodidata em sistemas de informação geográfica (GIS) e em mineração e análise de dados.

## Carreira
Depois da universidade, durante os seis anos seguintes, Linet Kwamboka liderou a Iniciativa de Dados Abertos do Quênia, incentivando o governo a tornar mais informação aberta e disponível ao público. Ela trabalhou com o Banco Mundial na Parceria de Governo Aberto para o Governo do Quênia. Ela também trabalhou como engenheira de software na Carnegie Mellon University (Pensilvânia nos Estados Unidos) e na Stanford University (Califórnia, Estados Unidos).
Em 2013, aos 25 anos, Linet fundou a DataScience Limited. A empresa, com 9 funcionários em 2015, está envolvida em análise de dados e questões de política de código aberto.
Em 2017, Linet Kwamboka foi uma das dez primeiras beneficiárias da "Mozilla Tech Policy Fellowship". A bolsa, concedida e apoiada pela Fundação Mozilla, tem como objetivo “dar às pessoas com experiência em políticas governamentais e de Internet o apoio e a estrutura de que necessitam para continuar o seu trabalho para tornar a Internet saudável ”.
Em 2020, Linet juntou-se à Parceria Global para o Desenvolvimento Sustentável de Dados como gestora do programa para África. Atualmente, ela é gerente sênior do programa Data4Now na Parceria Global para Desenvolvimento Sustentável de Dados.[carece de fontes?]
Atualmente, Linet Kwamboka é gerente sênior do programa Data4Now na Parceria Global para o Desenvolvimento Sustentável Data, onde é responsável por liderar projetos com dados oportunos e trabalhar com parceiros nacionais para garantir que eles tenham as ferramentas, habilidades e assistência técnica necessárias para obter e usar de dados que apoiam a tomada de decisões.[carece de fontes?]

## Reconhecimentos
Em 2015, foi indicada como uma das 100 Mulheres mais inspiradoras do mundo pela BBC.

Em agosto de 2018, Linet Kwamboka foi nomeada uma das "100 pessoas mais influentes no governo digital". A lista foi compilada pela A Political, uma rede global não governamental com sede em Londres, Reino Unido, que ajuda os funcionários públicos a encontrar as ideias, as pessoas e os parceiros de que necessitam para resolver os desafios da governação.